# The Girl Who Leapt Through Time
The Girl Who Leapt Through Time (時をかける少女, Toki o Kakeru Shōjo) is een Japanse geanimeerde romantische sciencefictionfilm uit 2006 die geregisseerd is door Mamoru Hosoda en geschreven is door Satoko Okudera, gebaseerd op de roman Toki o Kakeru Shōjo uit 1967 geschreven door Yasutaka Tsutsui. De film werd geproduceerd door Madhouse en gedistribueerd door Kadokawa Herald Pictures. Makoto Konno, een tiener die onbedoeld een mysterieuze kracht krijgt, leert van haar tante Kazuko Yoshihara dat ze de mogelijkheid heeft om door de tijd te reizen. Makoto begint haar krachten lichtzinnig te gebruiken om problemen op te lossen.
The Girl Who Leapt Through Time werd uitgebracht op 15 juli 2006 onder lovende kritiek en won meerdere prijzen, waaronder de Japan Academy Prize voor animatie van het jaar. De Engelse versie werd ingesproken door Ocean Productions en werd uitgebracht door Bandai Entertainment.

## Verhaal
De zeventienjarige Makoto Konno woont met haar familie in de regio Shitamachi van de Japanse hoofdstad Tokio. Makoto woont samen met haar ouders en jongere zus, Miyuki. Haar tante, Kazuko Yoshihara, is kunstrestaurateur in het Tokyo National Museum. Wanneer Makoto een bericht ontdekt dat geschreven staat op een schoolbord in haar school, valt ze onbewust op een mysterieus walnootvormig object. Op weg naar huis komt Makoto op een spoorwegovergang terecht als zij de controle over haar fiets verliest en wordt overreden door een trein. Maar ze wordt spontaan geteleporteerd naar een paar minuten voor het ongeluk. Makoto leert van Kazuko dat ze de kracht van "tijd-sprongen" heeft om letterlijk door de tijd te kunnen springen van tijdstip naar tijdstip. In eerste instantie gebruikt Makoto haar krachten om niet te laat te zijn, perfecte scores te halen op school en zelfs om een enkele karaoke-sessie te herleven voor enkele uren. Makoto leert al snel dat haar acties slechte gevolgen kan hebben voor anderen.
Makoto belandt nu in de situatie waarbij ze meer van haar sprongen moet gebruiken om onaangename situaties roekeloos te voorkomen, waaronder een onhandige liefdesverklaring van haar beste vriend Chiaki Mamiya. Ten slotte ontdekt ze een genummerde tatoeage op haar arm die met elke sprong aftelt. Ze stelt vast dat de tatoeage een indicatie is dat ze nog meer een paar keer een sprong kan maken. Met de weinige sprongen die ze nog over heeft probeert ze alles wel recht te zetten. Nadat Makoto impulsief haar laatste sprong gebruikt om een telefoontje van Chiaki te voorkomen die wil vragen of ze iets weet over door de tijd springen, is ze te laat om te voorkomen dat haar vriend Kōsuke Tsuda en zijn nieuwe vriendin Kaho Fujitani overreden worden door een trein wanneer hij Makoto's gebrekkige fiets gebruikt. Maar de tijd staat op dat moment stil en Makoto ziet Chiaki dichtbij.
Chiaki bekent dat hij uit de toekomst komt en een tijdsprong heeft gemaakt om een schilderij te zien dat momenteel hersteld wordt door Kazuko, omdat deze vernietigd is in de toekomst. Terwijl ze naar de bevroren stad lopen geeft Chiaki aanwijzingen dat zijn oorspronkelijke tijdperk gebeurt nadat een wereldwijde catastrofe de mensheid vernietigt. Hij onthult dat hij zijn laatste sprong heeft gebruikt om Kōsuke's ongeluk te voorkomen en dat hij de tijd heeft stilgezet om aan Makoto uit te leggen wat de gevolgen zullen zijn. Nadat hij zijn oorsprong heeft onthuld en de bron van het voorwerp dat Makoto de kracht gaf om door de tijd te springen, legt hij ook uit dat hij moet verdwijnen omdat hij niet meer naar zijn eigen tijdperk kan terugkeren. Makoto realiseert zich te laat dat zij ook van hem houdt.
Precies zoals hij het zei verdwijnt Chiaki zodra de tijd weer begint te lopen en Makoto is hierdoor erg overstuur. Terwijl ze probeert om zich neer te leggen bij het feit dat hij er niet meer is ontdekt zij dat Chiaki's tijdsprong per ongeluk een van haar sprongen heeft hersteld omdat hij terug is gegaan naar het punt voordat zij haar laatste sprong gebruikte. Makoto springt veilig terug naar het moment waarop zij haar krachten kreeg en Chiaki nog een laatste tijdsprong overheeft. Ze onthult alles wat hij haar verteld heeft in de toekomst over wie hij is, over de kracht om door de tijd te springen en zijn reden om zijn bezoek aan haar tijd te verlengen. Makoto belooft hem dat ze ervoor zal zorgen dat het schilderij veilig bewaard zal worden zodat Chiaki het in zijn eigen tijd kan zien. Terwijl Chiaki vertrekt, vertelt hij Makoto dat hij op haar zal wachten in de toekomst, waarop Makoto antwoordt dat ze naar hem toe zal rennen.

## Première
The Girl Who Leapt Through Time werd uitgebracht in een klein aantal theaters in Japan, hiermee bracht het ongeveer ¥300 miljoen (€2,000,000) op. De film werd minder geadverteerd dan andere animaties in 2006 zoals Gedo Senki, maar door mond-tot-mondreclame en stralende beoordelingen veroorzaakte het alsnog veel interesse. In het Shinjuku Theater was de film meerdere dagen achtereen zo populair dat filmgangers de zalen vulden waarbij sommige zelf bereid waren om te staan om de film te kunnen zien. Als gevolg hiervan breidde Kadokawa Herald Pictures het aantal theaters uit die de film vertoonde in Japan en zonden ze de film naar meerdere internationale filmfestivals voor vertoning.
Bandai Entertainment bracht de film uit in Noord-Amerika op 19 november 2006 op het Waterloo Festival for Animated Cinema en op 3 maart 2007 op het 2007 New York International Children's Film Festival.

### Prijzen
Hoewel het niet een gigantisch succes was in de bioscoop, werd de film zeer goed ontvangen bij verscheidene filmfestivals waarop hij vertoond werd. The Girl Who Leapt Through Time kreeg de Gertie Award voor de beste animatiefilm op het 39ste Sitges International Film Festival of Catalonia. Het won de Animation Grand Award, die uitgereikt wordt aan de meest amuserende animatiefilm van dat jaar, op het prestigieuze 61ste jaarlijkse Mainichi Film Concours. Het ontving ook de eerste jaarlijkse Japan Academy Prize voor animatie van het jaar bij de 30ste Japan Academy Prize. Het werd genomineerd voor, maar won niet, de 27ste Nihon SF Taisho Award. Het ontving de Grand Prize in animatie divisie op de 2006 Japan Media Arts Festival. Op de 6de jaarlijkse Tokyo International Anime Fair, die geopend werd op 22 maart 2007, werd de film erkend als de "Animatie van het Jaar" en ontving het meerdere prijzen. Het ontving de Bijzondere Onderscheiding voor Animatiefilm op het Franse 31ste Festival International du Film d'Animation d'Annecy op 16 juni 2007. Het speelde in volle theaters gedurende een vertoning in augustus 2007 op de 9de Cinemanila International Film Festival in Manilla, Filipijnen. Tsutsui Yasutaka prees de film als een "ware tweede generatie" van zijn boek op de Tokyo International Anime Fair op 24 Maart 2006.

## Soundtrack
Alle muziek geproduceerd door Kiyoshi Yoshida, tenzij anders vermeld. Piano gespeeld door Haruki Mino.
1. "Natsuzora (Opening Theme)"
2. "Sketch"
3. "Aria (Goldberg Hensoukyoku Yori)" (Goldberg Variations by Bach)
4. "Karakuri Tokei (Time Leap)"
5. "Shoujo no Fuan"
6. "Sketch (Long Version)"
7. "Daylife"
8. "Daiichi Hensoukyoku (Goldberg Hensoukyoku Yori)" (Variation 1 of Goldberg Variations by Bach)
9. "Mirai no Kioku"
10. "Seijaku"
11. "Kawaranai Mono (Strings Version)" (Hanako Oku)
12. "Natsuzora (Ending Theme)"
13. "Time Leap (Long Version)"
14. "Natsuzora (Long Version)"
15. "Garnet (Yokokuhen Short Version)" (Hanako Oku)

De titelsong van de film is "Garnet" (ガーネット, Gānetto) en het nummer dat gebruikt wordt in de film is "Kawaranai Mono" (変わらないもの, lit. Unchanging Thing(s)). beide nummers zijn geschreven, samengesteld en uitgevoerd door singer-songwriter Hanako Oku. "Garnet" was gearrangeerd door Jun Satō en "Kawaranai Mono (Strings Version)" was gearrangeerd door Yoshida.